# Panara barsacus
Panara barsacus är en fjärilsart som beskrevs av John Obadiah Westwood 1851. Panara barsacus ingår i släktet Panara och familjen Riodinidae. Inga underarter finns listade i Catalogue of Life.